# The Battle of Bunker Hill
The Battle of Bunker Hill è un cortometraggio muto del 1911 diretto da Oscar C. Apfel e J. Searle Dawley. È il terzo episodio di una serie sulla storia degli Stati Uniti; è conosciuto anche come United States History Series #3: The Battle of Bunker Hill.

## Produzione
Il film fu prodotto dalla Edison Manufacturing Company.

## Distribuzione
Distribuito dalla General Film Company, il film - un cortometraggio in una bobina - uscì nelle sale cinematografiche statunitensi l'8 agosto 1911.